# Kurt Behrens
Kurt Behrens (26 de noviembre de 1884-5 de febrero de 1928) era un saltador (natación) alemán que compitió en los Juegos Olímpicos de 1908 y en los Juegos Olímpicos de 1912.
En 1908 ganó la medalla de plata en la prueba de trampolín de 3 metros.
Cuatro años más tarde ganó la medalla de bronce en la prueba de trampolín de 3 metros. En el salto de altura llano, así como en la plataforma de 10 metros, cuya competencia fue eliminado en la primera ronda.